# Алан Рушел
Алан Ру́шел (порт. Alan Ruschel; нар. 23 серпня 1989) — бразильський футболіст,  захисник. У 2014 році став гравцем «Інтернасьйонала». У 2016 році на правах оренди перейшов в «Шапекоенсе».
28 листопада 2016 року Рушел вижив в авіакатастрофі в Колумбії, яка забрала життя майже всього складу клубу та тренерського штабу «Шапекоенсе» в повному складі.